# 伊戈尔·弗兰采蒂奇
伊戈尔·弗兰采蒂奇（1977年4月21日—），克罗地亚男子赛艇运动员。他曾代表克罗地亚参加2000年夏季奥林匹克运动会赛艇比赛，获得男子八人单桨有舵手铜牌。